# Andreas Ernius
Andreas Ernius (* im 17. Jahrhundert in Hannover; † im 17. Jahrhundert oder 18. Jahrhundert) war ein deutscher Arzt, Professor der Medizin und Mitglied der Gelehrtenakademie „Leopoldina“.
Andreas Ernius war öffentlicher Professor der Medizin und Leibarzt in Hannover.
Am 24. Oktober 1685 wurde Andreas Ernius mit dem Beinamen ZEPHYRUS III. als Mitglied (Matrikel-Nr. 145) in die Leopoldina aufgenommen.